# Предгорье (деревня)
Предгорье — деревня в Козульском районе Красноярского края России. Входит в состав Новочернореченского сельсовета.

## География
Находится примерно в 14 км к северо-западу от районного центра, посёлка Козулька, на высоте 293 метров над уровнем моря.

## История
В 1976 г. Указом Президиума ВС РСФСР деревня Грязнушка переименована в Предгорье.

## Население
| 2010 |
| ---- |
| 10   |

По данным Всероссийской переписи, в 2010 году численность населения деревни составляла 10 человек (6 мужчин и 4 женщины).

## Улицы
Уличная сеть деревни состоит из одной улицы (ул. Горная).

## Транспорт
К западу от деревни проходит автотрасса федерального значения М53 «Байкал».